# Herbert Zimmermann
Pour les articles homonymes, voir Zimmermann.
Herbert Zimmermann est un footballeur allemand né le 1er juillet 1954 à Engers en Allemagne.

## Carrière
- 1972-1974 : Bayern Munich  Allemagne
- 1974-1984 : FC Cologne  Allemagne